# Culuba
Culuba (Kulubá) est un site archéologique mexicain de la civilisation maya découvert en 1939 par l'archéologue Wyllys Andrews. Il est situé dans le Yucatán au Mexique près du site touristique de Cancún.

Les vestiges d'un grand palais ont été mis au jour qui pourrait avoir été utilisé par la noblesse. Il aurait été fréquenté durant deux périodes dont la plus ancienne remonte à 600 de notre ère.
Les recherches en cours sur ce site sont organisées par l'Institut national d'anthropologie et d'histoire (INAH) du Mexique. Au-delà du palais, elles ont permis de découvrir un autel et une structure ronde pouvant être identifiée comme un four mais également une sépulture contenant plusieurs corps.